# Centeterus rubiginosus
Centeterus rubiginosus là một loài tò vò trong họ Ichneumonidae.